# Mărțișor

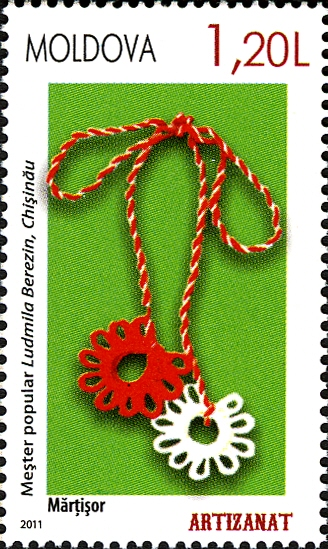
Mărțișor na moldavské známce

Mărțișor je rumunský a moldavský zvyk, spojený s 1. březnem, spočívající ve výrobě amuletu či talismanu ze spletených bílých a červených nití, které ještě můžu ovinovat malou figurku. Mărțișory se zavěšují na větve stromů a mají zajistit ochranu před zlem a posílit regenerativní síly přírody, člověk je také může nosit u sebe, jako amulet.
Název je zdrobnělina slova martie „březen“. Historik náboženství Ioan Petru Culianu spojuje původ mărțișor se starořímskými závěsnými figurkami zvanými oscilla. Užití barevných nití spojuje s římskou magií, kde bílá znamenala vzduch, červená oheň a černá, v Rumunsku nepoužívaná, zemi.
V roce 2017 byl mărțișor zařazen mezi Mistrovská díla ústního a nehmotného dědictví lidstva.
V Bulharsku a Makedonii je znám podobný zvyk, a to pod jménem martenica.